# Luân Bối

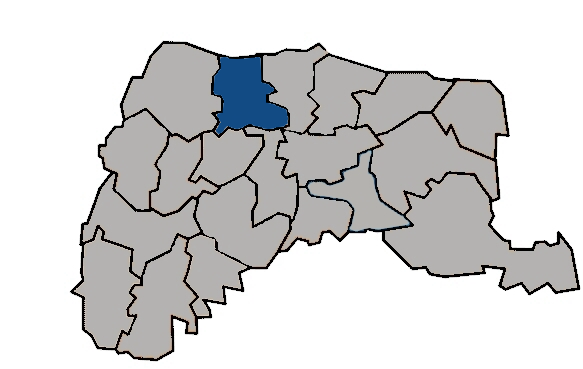
Vị trí tại Vân Lâm

Luân Bối (tiếng Trung: 崙背鄉; bính âm: Lúnbèi Xiāng) là một hương (xã) của huyện Vân Lâm, tỉnh Đài Loan, Trung Hoa Dân Quốc (Đài Loan). Hương nằm ở phái bắc của huyện và thuộc lực vực sông Trạc Thủy. Tổng diện tích Luân Bối là 58,4840 km², dân số vào tháng 8 năm 2011 là 27.007 người thuộc 8.317 hộ gia đình, mật độ cư trú đạt 461,8 người/km².